# 이창구
이창구(李昌求, 1948년 ~)는 제33대 대구고등법원장을 역임한 법조인이다. 효암 이일규 제10대 대법원장의 차남이다.

## 생애
1948년 경상남도 충무시에서 태어난 이창구는 대구광역시에서 초,중등학교와 경북고등학교를 졸업하였다. 서울대학교 법학과를 졸업하고 1971년  제13회 사법시험에 합격했다. 육군 법무관으로 군을 전역한 이후  1977년 서울지방법원 남부지원 판사에 임용된 이래 1981년부터 2년 동안 대구지방법원 판사, 1984년 서울고등법원 판사, 1993년 서울민사지법 부장판사, 1998년 서울고등법원 부장판사 등에 임명되어 법관생활의 대부분을 일선 법원의  민사, 형사, 특별 등 다양한 분야의 재판 업무에 종사하였으며 법원장으로 승진하여 창원지방법원, 수원지방법원, 대전지방법원, 대구고등법원에서 법원장을 하였다. 대구고등법원장을 끝으로 퇴직하여 변호사 이창구 법률사무소를 개업하였다.
1996년 부산고등법원 부장판사로 근무할 당시 부산영도구청장의 선거법위반 사건의 기소유예처분에 대해 선거법개정 후 최초로 재정신청을 받아들였다.
대구고등법원장으로 취임하던 2005년 2월 14일에 "판사들이 공정하고 소신있는 판결을 할 수 있도록 울타리가 되고 직원들이 어려운 근무환경에서 업무에 충실할 수 있도록 뒷바라지에 최선을 다하겠다"고 말했다.

## 주요 판결
- 서울형사지방법원 항소7부 재판장으로 재직하던 1986년 2월 28일에 1심에서 징역1년6월을 선고받고 항소한 경희대 의대생에 대한 집시법위반 항소심 첫 공판에서 인정심문을 마치고 항소기각 판결을 했다.[3] 3월 8일에 가두시위를 주동하여 집시법위반으로 구속된 고려대 학생 등 2명에 대하여 징역1년과 징역1년 집행유예2년을 각각 선고했다.[4]
- 부산지방법원 형사2부 재판장으로 재직하던 1989년 10월 24일에 동의대 사건 피고인에 대해 "도서관 내부에 많은 화염병을 투철할 경우 불이 날 것을 알았다고 볼 수 밖에 없고 불이 나면 납치된 경찰관을 구출하러 들어간 경찰관이 죽거나 다친다는 것을 예상할 수 있음에도 화염병을 던져 7명의 경찰관이 죽고 6명의 경찰관이 화상을 입은 사실이 인정된다"며 1명에게 무기징역과 5명에게 징역15년, 13년, 10년을 각각 선고하면서 가담 정도가 약한 35명에게 집행유예를 선고했다.[5]
- 부산고등법원 제1형사부 재판장으로 재직하던 1996년 3월 21일에 대한민국 제1회 지방 선거에서 선거법 위반으로 불구속기소된 이상조 밀양시장에 대해 "사전선거운동과 허위사실공표의 정도가 비교적 가볍고 당선 뒤에 성실하게 직무를 수행했다"는 이유로 원심을 깨고 벌금400만원의 선고유예 판결했다.[6]
- 부산고등법원 제3특별부 재판장으로 재직하던 1997년 4월 8일에 근로복지공단을 상대로 유족 보상 일시금 등 부지급 처분취소 청구소송에서 "월 평균 6~7회씩 전국 출장을 다니며 거래처 직원들을 접대하는 역할을 하며 술과 업무로 과도한 스트레스를 받은 점이 인정된다"며 "피고는 원고에게 유족 보상 일시금 및 장의비 부지급 처분을 취소하라"고 했다.[7] 10월 16일에 운전자가 주차한 뒤 10미터 보행 중에 음주측정 요구를 받았다가 거부한 이유로 운전면허 취소 처분을 받자 제기한 소송에서 "경찰관은 술 취한 상태에서 자동차를 운전했다고 인정할 만한 이유가 있을 때 음주측정을 요구할 수 있다"며 원고 패소 판결했다.[8]
- 서울고등법원 형사3부 재판장으로 재직하던 1998년 5월 21일에 1980년 5월 계엄사령부의 검열을 거부한다는 결의문을 작성하고 선언문을 낭독해 계엄포고령 위반죄로 징역3년을 선고받은 전 기자협회 부회장 노향기와 전 편집실장 김동선 등 4명의 재심 청구에서 무죄를 선고했다.[9] 7월 23일에 1심에서 국가기밀누설에 대해 무죄를 선고하면서 징역7년을 선고받고 항소한 고영복에 대해 "국내에 갓 침투한 남파간첩 김낙효에게 은신처를 주선한 것은 간첩 방조죄에 해당하지 않는다"며 일부 무죄를 선고하면서 국가보안법 회합, 통신죄만을 적용해 징역2년을 선고했다.[10] 10월 6일에 서울대 교수 채용 비리 사건으로 구속된 구강외과 전 학과장 김수경에게 "받은 돈을 그대로 보관했다가 돌려줬다면 추징할 수 없겠지만 신규 채용 지원자로부터 3천만원을 받고 모두 사용한 뒤에 다른 돈을 마련해 이자를 포함하여 3240만원을 돌려줬다고 해도 추징을 피할 수 없다"며 원심대로 징역5년 추징금 3천만원을 선고했다.[11] 10월 20일에 성폭행으로 육체적 상처가 생기지 않더라도 피해자에게 우울증 등 정신질환을 불러 일으켰다면 단순 강간죄가 아닌 강간치상죄에 해당한다며 피고인 3명에게 징역3년~ 3년6월을 선고했다.[12] 11월 28일에 대도 조세형에 대한 보호감호 처분 재심 사건에서 "피감호 청구인에게 재범 가능성이 있다고 인정할 수 없다"며 원심을 파기하고 검찰의 보호감호 처분 청구를 기각하면서 16년만에 출소했다.[13] 12월 31일에 호텔 신축 허가 청탁과 함께 뇌물을 받아 유죄판결을 받은 뒤에 재심을 청구한 전 동대문구청장 변의정에게 "이후 뇌물공여자가 허위 진술임을 인정한 만큼 유죄가 입증되지 않는다"며 무죄를 선고했다.[14]